# قاموس كولينز كوبيلد المتقدم
قاموس كولينز كوبيلد المتقدم هو قاموس تم نشره من قبل هاربر كولنز للمرة الأولى في عام 1987.

## نبذة

EN: الإنجليزية يرمز إليه رمز اللغة أيزو 639-1

يتميز هذا القاموس عن غيره بكونه يقوم بتعريف جُمل كاملة عوضاً عن العبارات المقتطفة.
وباستثناء الإصدار السادس، تضمن القاموس الكتابات الصوتية مُعتمداً فيه على الأبجدية الصوتية الدولية (IPA). وقد قام في بعض الإصدارات بتقديم نسخاً رقمية على شكل على قرص مضغوط في القاموس.
و يبدو أن قاموس كولينز كوبيلد المتقدم لم يكن مهتماً باللغة الإنجليزية الأمريكية، ولكن هنالك قاموس يعادله باسم قاموس كولينز كوبيلد المتقدم للغة الأمريكية.